# HD 47358
HD 47358，又名BD+22 1416，SAO 78586、HR 2436，是一颗恒星，视星等为6.04，位于銀經191.86，銀緯7.27，其B1900.0坐标为赤經6h 33m 4.3s，赤緯+22° 7.27′ 8″。